# سديم (ساة)

'

تعديل مصدري - تعديل

سديم هي إحدى قرى عزلة ساه بمديرية ساة التابعة لمحافظة حضرموت، بلغ تعداد سكانها 396 نسمة حسب تعداد اليمن لعام 2004.